# مشروع أرا
مشروع أرا (بالإنجليزية: Project Ara)‏ هو مشروع أطلقته شركة موتورولا في 28 تشرين الأول (أكتوبر) 2013 بالتعاون مع Dave Hakkens منشئ فكرة فون بلوكس الذي سبق إطلاق الأول بشهر.
يهدف مشروع أرا إلى جلب منفعةِ الأنظامة ذات العتاد المفتوح إلى 6 بلايين شخص, و يقوم مشروع آرا على تطوير منصة عتادية مفتوحة ومجانية بهدف خلق هواتف ذكية عالية المعيارية
ويسعى المشروع أيضا إلى أن يستخدم منصة أندرويد للبرمجيات لـ :
- خلق نظام حيوي من مطوري الطرف الثالث
- تخفيض الحواجز بين المصنعين
- زيادة سرعة الابتكار
- وزيادة سرعة التسلسل الزمني للتطوير

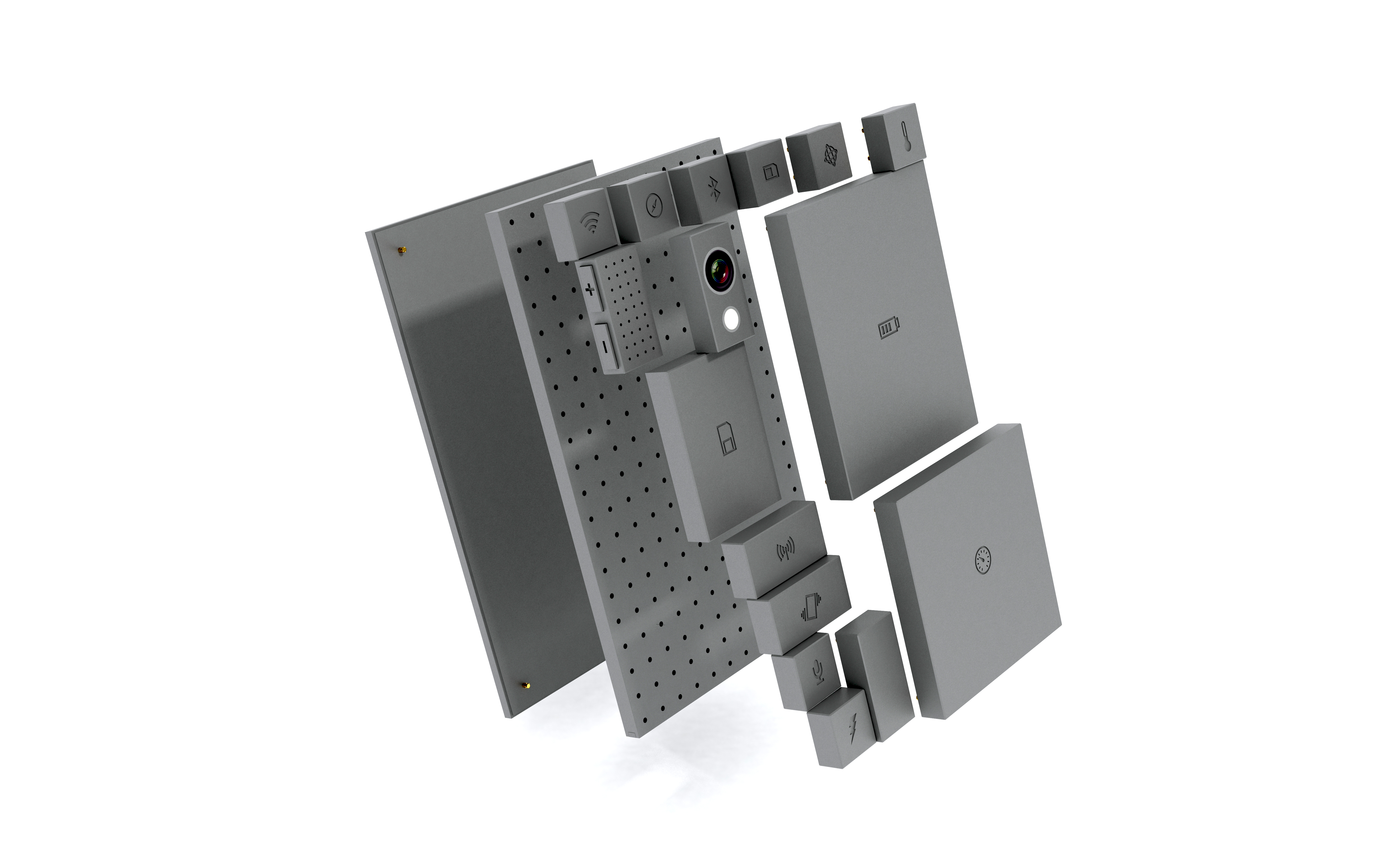
هاتف فون بلوكس

- زيادة الكفائة العائدة للمستخدم
- تقليل المخلفات الإلكترونية

## تاريخ المشروع
بدأ المشوع في 28 تشرين الأول (أكتوبر) 2013 بعد الإعلان عن فون بلوكس بشهر تقريبا في مختبرات شركة موتورولا «مختبرات التكنولوجيا المتقدمة والمشاريع» ثم قامت Google بشراء شركة موتورولا ثم بالشهر الأول من 2014 قامت غوغل ببيع موتورولا لشركة لينوفو مقابل 2.91 مليار دولار على أن تحتفظ غوغل بمشروع أرا

## مكونات المشروع
سوف تحتوي المنصة على إطار هيكلي يتيح لمالك الهاتف أن يختار وحدات هاتفه بنفسه، مثل الشاشة ولوحة المفاتيح والبطارية الإضافية. وسوف تتيح للمستخدم أن يستبدل الأجزاء المعطوبة أو ترقية أجزاء بعينها لرفع كفاءة الهاتف مما سيزود الهاتف بدورات حياة أطول وربما الحد من المخلفات الإلكترونية..

## وصلات خارجية
- الموقع الرسمي
- المشاريع والتقنيات المتقدمة من جوجل